# Neode
Au cœur de Microcity – le pôle d’innovation de l’infiniment précis – Neode est le hub pour les startups et entrepreneurs dans le Canton de Neuchâtel. 
Nous sommes soutenus par des collectivités publiques depuis 2003 et agissons comme un incubateur d’entreprises technologiques principalement dans l’industrie de précision et de l’advanced manufacturing. 
Nous soutenons de nombreux entrepreneurs dans la création et le développement de leur startup.
Nous permettons l’accélération du transfert technologique et la collaboration avec l’industrie régionale. Nous contribuons à la création d’emplois et de valeur ajoutée dans la nouvelle économie du Canton de Neuchâtel.